# بابا يابو
ديهومون أدججنون (بالإنجليزية: Dèhoumon Adjagnon)‏ ويُعرف أكثر باسمِ بابا يانو (بالإنجليزية: Baba Yabo)‏ وُلد في الثالث عشر من آذار/مارس 1925 وتُوفيّ في الأول من شباط/فبراير 1985) كان كوميديًا وممثلًا من بنين. يُعتبر بابا يانو أحد أشهر الممثلين الكوميديين في بنين حيثُ أحدث ثورة في عالم المسرح في بنين بأسلوبه الكوميدي الفريد وطريقتهِ في سرد القصص.

## الحياة المُبكّرة
وُلد بابا يابو في الثالث عشر من آذار/مارس 1925 في بورتو نوفو بدولة البنين وله ابنٌ واحدٌ هو فريديريك جويل آيفو.

## المسيرة المهنيّة
بدأ يابو التمثيل المسرحي في ثمانينيات القرن العشرين مع فرقته توا كونو ورفيقه مامودو إيسي الملقب بالسيد أوكيكي وأنطوان سوكينو.

## الميراث
نُصِّبَ تمثالٌ للكوميدي والممثل البنيني بابا يابو بارتفاعِ مترين تخليدًا لذكراه في منطقة زيفو في بورتو نوفو.